# Egil Johansen
Egil Flemming Johansen (Oslo, 30 aprile 1962 – Oslo, 19 settembre 2023) è stato un calciatore norvegese, di ruolo centrocampista.

## Biografia

### Club
Johansen cominciò la carriera con la maglia del Bøler, per poi passare al Vålerengen. In squadra vinse due campionati: il primo nel 1983 e il secondo nel 1984. Terminata questa esperienza, passò ai belgi del Beveren, per cui collezionò 3 reti in 9 incontri. Tornò poi in Norvegia, stavolta per militare nelle file del Frigg, ma nel 1990 si legò nuovamente al Vålerengen. Chiuse la carriera nel Bøler.

### Nazionale
Johansen registrò 12 presenze e 2 reti per la Norvegia. Debuttò il 20 giugno 1984, subentrando a Joar Vaadal e segnando la rete che permise il successo per 0-1 sull'Islanda.

### Morte
Johansen è deceduto nel settembre del 2023, per complicazioni della SLA.

## Palmarès

### Club

#### Competizioni nazionali
- Campionato norvegese: 2

Vålerengen: 1983, 1984